# Labarna
Labarna – pierwszy znany król hetycki panujący w okresie około 1680–1650 p.n.e.